# On an Island
On an Island (engl. für: „Auf einer Insel“) ist das dritte Soloalbum des britischen Musikers David Gilmour, dem Gitarristen, Sänger, Komponisten und Songwriter der Rockband Pink Floyd. Es wurde am 6. März 2006, Gilmours 60. Geburtstag, in England und Deutschland veröffentlicht, einen Tag später auch in den USA. Gilmour hatte damit nach 22 Jahren wieder ein Soloalbum veröffentlicht.

## Hintergrund
Diverse Interpreten wirkten bei der Entstehung des Albums mit. Zu erwähnen sind Jools Holland (bei „The Blue“), David Crosby und Graham Nash (Hintergrundgesang) sowie Pink-Floyd-Mitglied und Keyboarder Richard Wright. Phil Manzanera von Roxy Music unterstützte die Produktion. Während das gesamte Album mit Andy Newmark als Schlagzeuger aufgenommen wurde, spielte für ihn die kurz darauf folgende Tour Steve DiStanislao. Der wiederum sollte, laut eigener Aussage, schon das Studioalbum mit einspielen, was ihm damals aus zeitlichen Gründen aber nicht möglich war, da er sich auf Tournee befand.
Der Großteil des Albums wurde in Gilmours Studio Astoria aufgenommen. Der Track „Smile“ war bereits vor Veröffentlichung des Albums in der Dokumentation Three Men in a Boat zu hören.
Der Titel „Castellorizon“ bezieht sich auf die griechische Insel Kastelorizo. Das Instrumentalstück wurde auch für den Grammy nominiert. Auch der Albumtitel On an Island ist durch diese Insel inspiriert. Er verbrachte dort unter anderem eine Nacht, die letztlich zu dem Song "Remember that night" führte. Gilmour besaß bis 2014 eine Villa auf der Nachbarinsel Rhodos.
Spezielle Pressungen des Albums für die US-amerikanische Elektrohandelskette Best Buy enthielten eine Bonus-CD mit dem Stück „On an Island Jam“. In Europa erschien dieser Titel auf der Single zu „Smile“.
2006 erschien eine zweite Auflage des Albums mit Bonus-DVD auf der Gilmours Auftritt für AOL Music Sessions mit den Stücken „On an Island“, „This Heaven“, „Smile“, „Take a Breath“, „High Hopes“ und „Comfortably Numb“ zu sehen ist. Weiterhin enthält die DVD eine Live-Version von „Astronomy Domine“ aus den Abbey Road Studios vom August 2006 sowie „Take a Breath“ von der 2007 erschienenen DVD Remember that Night.

## Titelliste
1. Castellorizon (David Gilmour) – 3:54
  - David Gilmour (Gitarre), Zbigniew Preisner (Orchestrierung).
2. On an Island (David Gilmour, Polly Samson) – 6:47
  - David Gilmour (Gitarre, Gesang, E-Piano, Perkussion), David Crosby (Gesang), Graham Nash (Gesang), Guy Pratt (Bass, Gitarre), Zbigniew Preisner (Orchestrierung), Richard Wright (Hammondorgel), Rado Klose (Gitarre), Andy Newmark (Schlagzeug).
3. The Blue (David Gilmour, Polly Samson) – 5:26
  - David Gilmour (Gitarre, Gesang, Bass, Perkussion, Klavier), Bob Klose (Gitarre), Andy Newmark (Schlagzeug), Jools Holland, Polly Samson (Klavier), Chris Stainton (Hammondorgel), Richard Wright (Gesang).
4. Take a Breath (David Gilmour, Polly Samson) – 5:46
  - David Gilmour (Gitarre, Gesang), Phil Manzanera (Keyboard), Guy Pratt (Bass), Leszek Możdżer (Klavier), Ged Lynch (Schlagzeug), Zbigniew Preisner (Orchestrierung), Caroline Dale (Cello).
5. Red Sky at Night (David Gilmour) – 2:51
  - David Gilmour (Saxophon, Slide-Gitarre), Chris Laurence (Bass), Caroline Dale (Cello), Zbigniew Preisner (Orchestrierung), Ilan Eshkeri (Programming).
6. This Heaven (David Gilmour, Polly Samson) – 4:24
  - David Gilmour (Gitarre, Gesang, Bass), Phil Manzanera (Keyboard), Andy Newmark (Schlagzeug), Zbigniew Preisner (Orchestrierung), Georgie Fame (Hammondorgel).
7. Then I Close My Eyes (David Gilmour) – 5:26
  - David Gilmour (Gitarre, Cümbüş, Bass Harmonica), BJ Cole (Dobro), Robert Wyatt (Kornett, Perkussion, Gesang), Phil Manzanera (Keyboard), Andy Newmark (Perkussion), Zbigniew Preisner (Orchestrierung), Caroline Dale (Cello), Alasdair Malloy (Glasharmonika).
8. Smile (David Gilmour, Polly Samson) – 4:03
  - David Gilmour (Gitarre, Gesang, Perkussion, Hammondorgel, Bass), Polly Samson (Gesang), Willie Wilson (Schlagzeug), Zbigniew Preisner (Orchestration).
9. A Pocketful of Stones (David Gilmour, Polly Samson) – 6:17
  - David Gilmour (Gitarre, Gesang, Hammondorgel, Klavier, Bass, Perkussion), Leszek Mozdzer (Klavier), Lucy Wakeford (Harfe), Alasdair Malloy Glasharmonika, Chris Thomas (Keyboard), Chris Laurence (Bass), Ilan Eshkeri (Programming), Zbigniew Preisner (Orchestrierung).
10. Where We Start (David Gilmour) – 6:45
  - David Gilmour (Gitarre, Gesang, Bass, Perkussion, Hammondorgel), Andy Newmark (Schlagzeug), Zbigniew Preisner (Orchestration).

## Tournee
Richard Wright, Phil Manzanera und Guy Pratt unterstützten Gilmour bei der Promotionstournee für das Album. Weiterhin auf der Tournee dabei waren Dick Parry, der bei den Pink-Floyd-Songs „Money“, „Shine On You Crazy Diamond“, „Us and Them“ und „Wearing the Inside Out“ das Saxophon spielte und Jon Carin, der seit den 1980ern Pink Floyd auf Tourneen und im Studio unterstützt. Pink-Floyd-Schlagzeuger Nick Mason spielte bei einem Konzert in London das Schlagzeug bei „Wish You Were Here“ und bei „Comfortably Numb“. Dies ist jedoch nicht auf der DVD zu sehen, da Nick Mason eine Veröffentlichung nicht wünschte. Bei den Songs „Comfortably Numb“ und „Arnold Layne“ stand David Bowie mit Gilmour auf der Bühne. Die Stücke wurden später als Single veröffentlicht.

### Besetzung
- David Gilmour: Gitarre, Gesang, Cümbüs, Saxophon auf „Red Sky at Night“
- Phil Manzanera: Gitarre, Gesang
- Guy Pratt: Bass, Gesang und Gitarre auf „Then I Close My Eyes“
- Richard Wright: Keyboards, Gesang
- Jon Carin: Keyboards, Gesang, Slide-Gitarre
- Dick Parry: Tenor- und Bariton-Saxophon
- Steve DiStanislao: Schlagzeug, Perkussion, Gesang

## Kommerzieller Erfolg

### Chartplatzierungen
| ChartsChartplatzierungen       | Höchstplatzierung | Wochen |
| ------------------------------ | ----------------- | ------ |
| Deutschland (GfK)              | 3 (13 Wo.)        | 13     |
| Österreich (Ö3)                | 2 (8 Wo.)         | 8      |
| Schweiz (IFPI)                 | 4 (14 Wo.)        | 14     |
| Vereinigte Staaten (Billboard) | 6 (11 Wo.)        | 11     |
| Vereinigtes Königreich (OCC)   | 1 (19 Wo.)        | 19     |

| ChartsJahrescharts (2006)    | Platzierung |
| ---------------------------- | ----------- |
| Deutschland (GfK)            | 93          |
| Vereinigtes Königreich (OCC) | 73          |

### Auszeichnungen für Musikverkäufe
| Land/Region                  | Auszeichnungen für Musikverkäufe (Land/Region, Auszeichnung, Verkäufe) | Verkäufe |
| ---------------------------- | ---------------------------------------------------------------------- | -------- |
| Deutschland (BVMI)           | Gold                                                                   | 100.000  |
| Frankreich (SNEP)            | Gold                                                                   | 100.000  |
| Italien (FIMI)               | —                                                                      | 100.000  |
| Kanada (MC)                  | Gold                                                                   | 50.000   |
| Neuseeland (RMNZ)            | Gold                                                                   | 7.500    |
| Polen (ZPAV)                 | Platin                                                                 | 20.000   |
| Portugal (AFP)               | Gold                                                                   | 10.000   |
| Schweiz (IFPI)               | Gold                                                                   | 15.000   |
| Vereinigte Staaten (RIAA)    | —                                                                      | 96.000   |
| Vereinigtes Königreich (BPI) | Platin                                                                 | 300.000  |
| Insgesamt                    | 6× Gold · 2× Platin ·                                                  | 798.500  |